# Square Saint-Charles
Square Saint-Charles är en gata i Quartier de Picpus i Paris tolfte arrondissement. Gatan är uppkallad efter den tidigare gatan Cour Saint-Charles. Square Saint-Charles börjar vid Rue de Reuilly 55 och slutar vid Rue Pierre-Bourdan 17.

## Omgivningar
- Église Saint-Éloi
- Impasse Baronnet
- Impasse Mousset
- Cour d'Alsace-Lorraine
- Square Saint-Éloi
- Passage du Génie
- Cour Saint-Éloi

## Bilder
| - Gatuskylt. - Square Saint-Charles. - Église Saint-Éloi. |

## Kommunikationer
- Tunnelbana – linje  – Montgallet
- Busshållplats Pierre Bourdan – Paris bussnät

### Webbkällor
- ”Square Saint-Charles”. Mairie de Paris. https://web.archive.org/web/20160303204831/http://www.v2asp.paris.fr/commun/v2asp/v2/nomenclature_voies/Voieactu/8795.nom.htm. Läst 11 december 2023.
- ”Square Saint-Charles (12ème arrondissement)”. Les rues de Paris. https://web.archive.org/web/20160409061402/http://www.parisrues.com/rues12/paris-12-square-saint-charles.html. Läst 11 december 2023.